# 카라 케네디
카라 앤 케네디(영어: Kara Anne Kennedy, 1960년 2월 27일 ~ 2011년 9월 16일)는 미국 정치 가문인 케네디가의 일원이었다. 그녀는 사추세츠 출신의 미국 상원의원 에드워드 M. 케네디와 조앤 베넷 케네디의 딸이자 존 F. 케네디 대통령과 로버트 F. 케네디 상원의원의 조카였다. 카라 케네디는 수많은 자선단체의 위원회에서 일했고 영화제작자이자 텔레비전 제작자였다. 그녀는 51세의 나이로 2011년 심장마비로 사망했다.